# American Fur Company

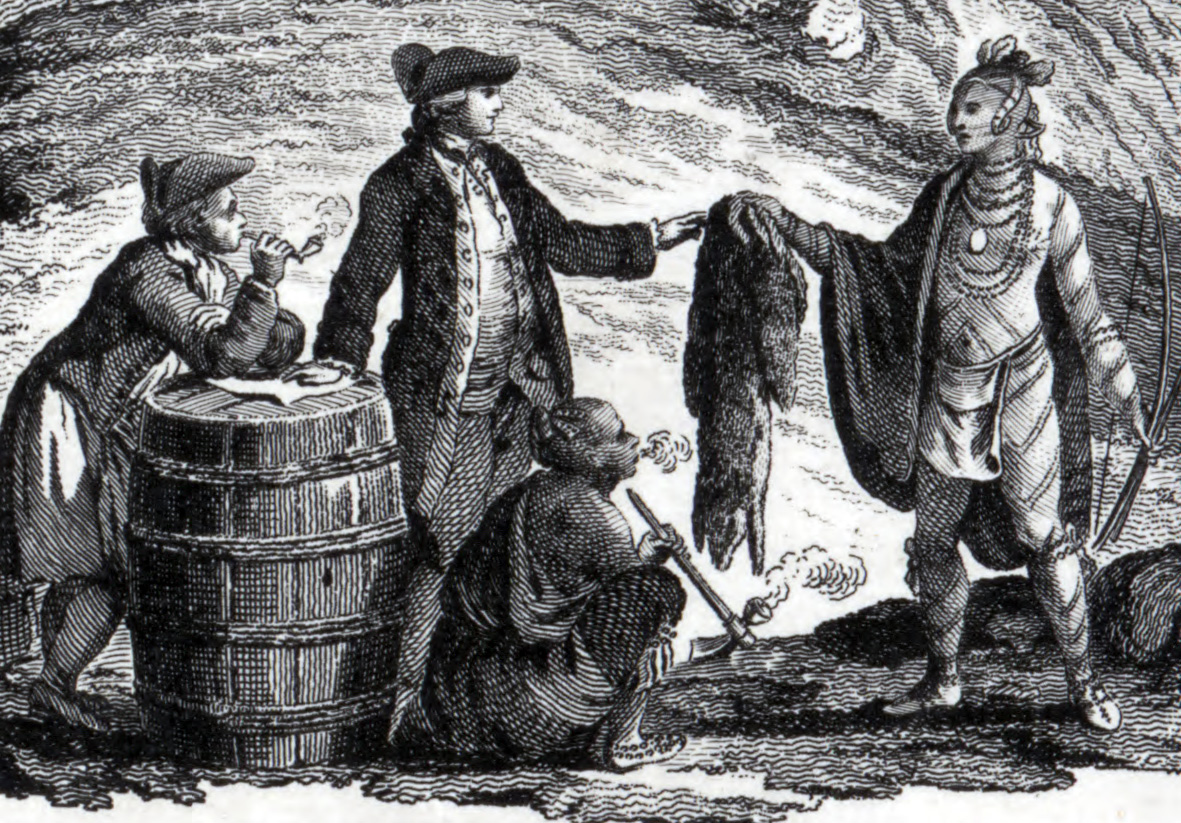
Comércio de peles na América do Norte.

American Fur Company foi uma empresa norte-americana fundada por John Jacob Astor em 1808.
A companhia assumiu o monopólio do comércio de peles nos Estados Unidos, e tornou-se uma das maiores empresas e um dos primeiros carteis do país. A organização encerrou as sua atividades em 1842.